# Les Fins
Les Fins és un municipi francès situat al departament del Doubs i a la regió de Borgonya - Franc Comtat. L'any 2007 tenia 2.805 habitants.

## Demografia

### Població
El 2007 la població de fet de Les Fins era de 2.805 persones. Hi havia 1.115 famílies de les quals 285 eren unipersonals (124 homes vivint sols i 161 dones vivint soles), 350 parelles sense fills, 411 parelles amb fills i 69 famílies monoparentals amb fills.
La població ha evolucionat segons el següent gràfic:
Habitants censats

### Habitatges
El 2007 hi havia 1.226 habitatges, 1.130 eren l'habitatge principal de la família, 24 eren segones residències i 72 estaven desocupats. 812 eren cases i 412 eren apartaments. Dels 1.130 habitatges principals, 843 estaven ocupats pels seus propietaris, 247 estaven llogats i ocupats pels llogaters i 40 estaven cedits a títol gratuït; 11 tenien una cambra, 56 en tenien dues, 150 en tenien tres, 260 en tenien quatre i 653 en tenien cinc o més. 1.019 habitatges disposaven pel capbaix d'una plaça de pàrquing. A 468 habitatges hi havia un automòbil i a 587 n'hi havia dos o més.

### Piràmide de població
La piràmide de població per edats i sexe el 2009 era:
| Homes | Edats   | Dones |
| ----- | ------- | ----- |
| 0     | 95 o +  | 0     |
| 0     | 90 a 94 | 4     |
| 8     | 85 a 89 | 20    |
| 4     | 80 a 84 | 8     |
| 28    | 75 a 79 | 52    |
| 56    | 70 a 74 | 28    |
| 48    | 65 a 69 | 56    |
| 64    | 60 a 64 | 56    |
| 52    | 55 a 59 | 68    |
| 80    | 50 a 54 | 68    |
| 104   | 45 a 49 | 124   |
| 120   | 40 a 44 | 80    |
| 104   | 35 a 39 | 108   |
| 116   | 30 a 34 | 124   |
| 72    | 25 a 29 | 56    |
| 88    | 20 a 24 | 88    |
| 92    | 15 a 19 | 100   |
| 100   | 10 a 14 | 112   |
| 80    | 5 a 9   | 96    |
| 92    | 0 a 4   | 44    |

## Economia
El 2007 la població en edat de treballar era de 1.844 persones, 1.465 eren actives i 379 eren inactives. De les 1.465 persones actives 1.385 estaven ocupades (749 homes i 636 dones) i 80 estaven aturades (30 homes i 50 dones). De les 379 persones inactives 134 estaven jubilades, 143 estaven estudiant i 102 estaven classificades com a «altres inactius».

### Ingressos
El 2009 a Les Fins hi havia 1.147 unitats fiscals que integraven 2.904,5 persones, la mediana anual d'ingressos fiscals per persona era de 23.261 €.

### Activitats econòmiques
Dels 154 establiments que hi havia el 2007, 1 era d'una empresa extractiva, 4 d'empreses alimentàries, 3 d'empreses de fabricació de material elèctric, 15 d'empreses de fabricació d'altres productes industrials, 18 d'empreses de construcció, 35 d'empreses de comerç i reparació d'automòbils, 3 d'empreses de transport, 11 d'empreses d'hostatgeria i restauració, 1 d'una empresa d'informació i comunicació, 11 d'empreses financeres, 7 d'empreses immobiliàries, 19 d'empreses de serveis, 16 d'entitats de l'administració pública i 10 d'empreses classificades com a «altres activitats de serveis».
Dels 31 establiments de servei als particulars que hi havia el 2009, 9 eren tallers de reparació d'automòbils i de material agrícola, 1 taller d'inspecció tècnica de vehicles, 1 paleta, 4 fusteries, 4 lampisteries, 3 perruqueries, 1 veterinari, 7 restaurants i 1 saló de bellesa.
Dels 7 establiments comercials que hi havia el 2009, 1 era, 1 un supermercat, 1 una gran superfície de material de bricolatge, 1 una botiga de menys de 120 m², 1 una sabateria, 1 una botiga de mobles i 1 una joieria.
L'any 2000 a Les Fins hi havia 40 explotacions agrícoles que ocupaven un total de 1.887 hectàrees.

## Equipaments sanitaris i escolars
L'únic equipament sanitari que hi havia el 2009 era una farmàcia.
El 2009 hi havia 1 escola maternal i 1 escola elemental.

## Poblacions més properes
El següent diagrama mostra les poblacions més properes.